# ولیکا رودکا
ولیکا رودکا (به لاتین: Velika Rudoka) یک فلات و قله در کوزوو است که در کوزوو واقع شده‌است. ولیکا رودکا ۲٬۶۶۰ متر بالاتر از سطح دریا واقع شده‌است.